# Thomas Berthold
Thomas Berthold (født 12. november 1964) er en tidligere tysk fodboldspiller, der i perioden 1985-1994 spillede 62 landskampe og scorede et enkelt mål. På klubplan var han knyttet de tyske klubber Eintracht Frankfurt, Bayern München og VfB Stuttgart samt de italienske mandskaber Hellas Verona og AS Roma. Han sluttede karrieren i 2001 efter et kortvarigt engagement i den tyrkiske klub Adanaspor.